# I Know There’s Something Going On
I Know There’s Something Going On ist ein Lied von Frida aus dem Jahr 1982, das von Russ Ballard geschrieben wurde und auf dem Album Something’s Going On erschien.

## Geschichte
Die Aufnahmen fanden im Februar 1982 in ABBAs Polar Music Studio in Stockholm statt, allerdings begann Frida Lyngstads Solo-Projekt kurz vor dem Ende der Band ABBA. Beim Debütalbum legte Lyngstad Wert auf eine starke Distanz zum „typischen ABBA-Sound“. Gegenüber Phil Collins sagte sie, sie möchte wie Pat Benatar klingen. Produzent des Liedes wie auch des Albums war Collins, der auch am Schlagzeug und als Backgroundsänger zu hören ist. Lyngstad entschied sich für Collins als Produzent, nachdem sie In the Air Tonight gehört hatte. In der Dokumentation Frida – The DVD ist ein Bericht zur Entstehung des Albums Something’s Going On und dieses Songs enthalten. Der ganze Aufnahmeprozess, der erste Tag im Studio und die Veröffentlichung wurde vom schwedischen Sender SVT gefilmt. Diese Dokumentation enthält Interviews mit Lyngstad, Collins, Björn Ulvaeus und Benny Andersson von ABBA, sowie allen am Album beteiligten Musikern.
Die Veröffentlichung war am 20. August 1982, in der Schweiz, Belgien, Frankreich und Costa Rica war der Pop-Rock-New-Wave-Song ein Nummer-eins-Hit. In den Serien Daria und Scream Queens fand das Lied Verwendung.

## Musikvideo
Die Regie beim Musikvideo, das Anfang Juli 1982 in London gedreht wurde, führte Stuart Orme. In der Handlung des Videos spielt Anni-Frid Lyngstad ein Model, das Eheprobleme hat und dessen Ehemann fremdgegangen ist. Das Video ist auf der DVD Frida – The DVD enthalten.

## Coverversionen (Auswahl)
- 2002: Bomfunk MC’s feat. Jessica Folcker ((Crack It!) Something Goin’ On)
- 2007: Wild Frontier
- 2016: Jorn